# Хлебово (Кошалінський повіт)
Хлебово (пол. Chlebowo, нім. Ackerhof) — село в Польщі, у гміні Боболиці Кошалінського повіту Західнопоморського воєводства.
Населення — 197 осіб (2011).

## Демографія
Демографічна структура станом на 31 березня 2011 року:
|          | Загалом | Допрацездатний вік | Працездатний вік | Постпрацездатний вік |
| -------- | ------- | ------------------ | ---------------- | -------------------- |
| Чоловіки | 101     | 35                 | 62               | 4                    |
| Жінки    | 96      | 30                 | 54               | 12                   |
| Разом    | 197     | 65                 | 116              | 16                   |